# Bulbophyllum ornatissimum
Bulbophyllum ornatissimum är en orkidéart som först beskrevs av Heinrich Gustav Reichenbach, och fick sitt nu gällande namn av Johannes Jacobus Smith. Bulbophyllum ornatissimum ingår i släktet Bulbophyllum och familjen orkidéer. Inga underarter finns listade i Catalogue of Life.

## Bildgalleri

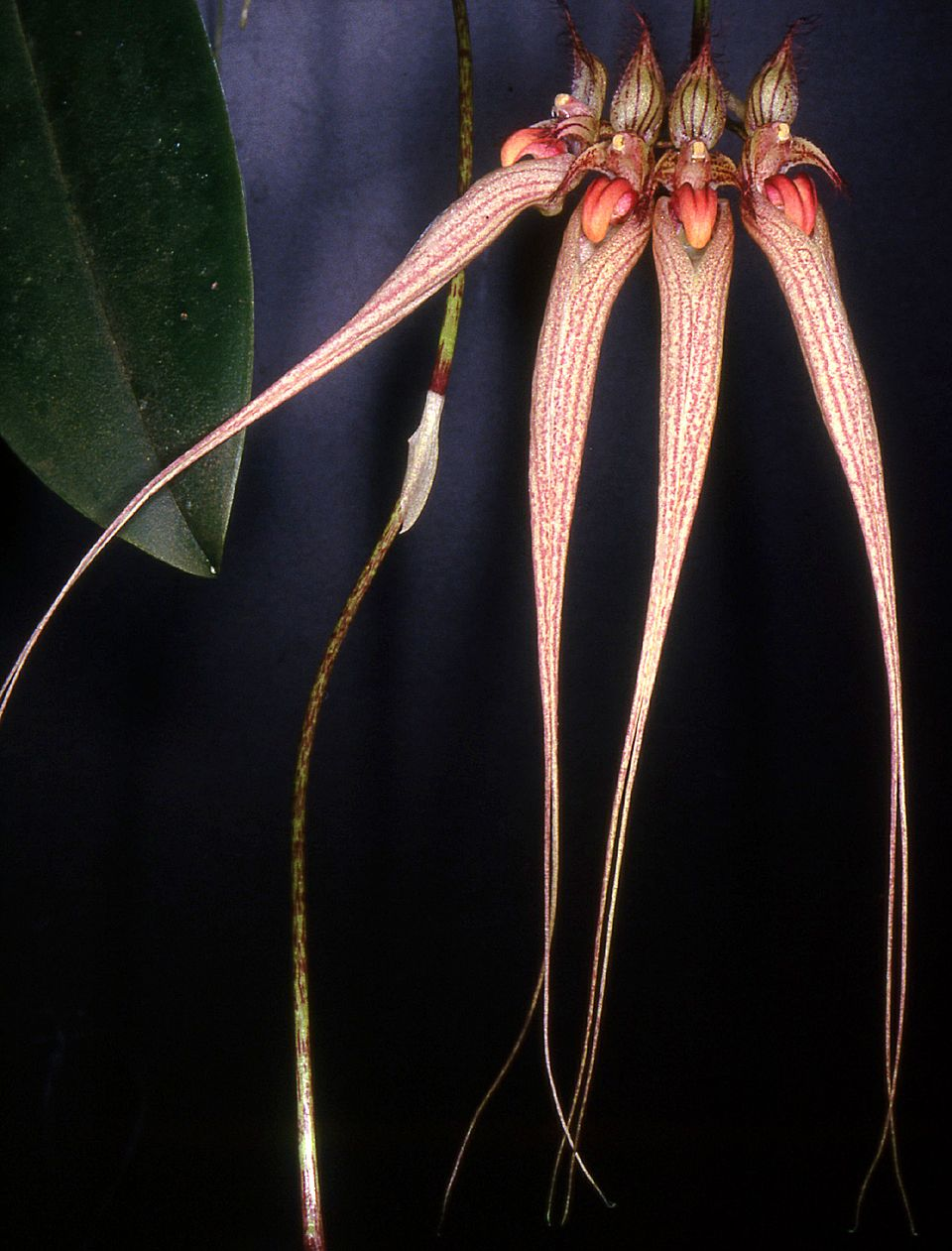
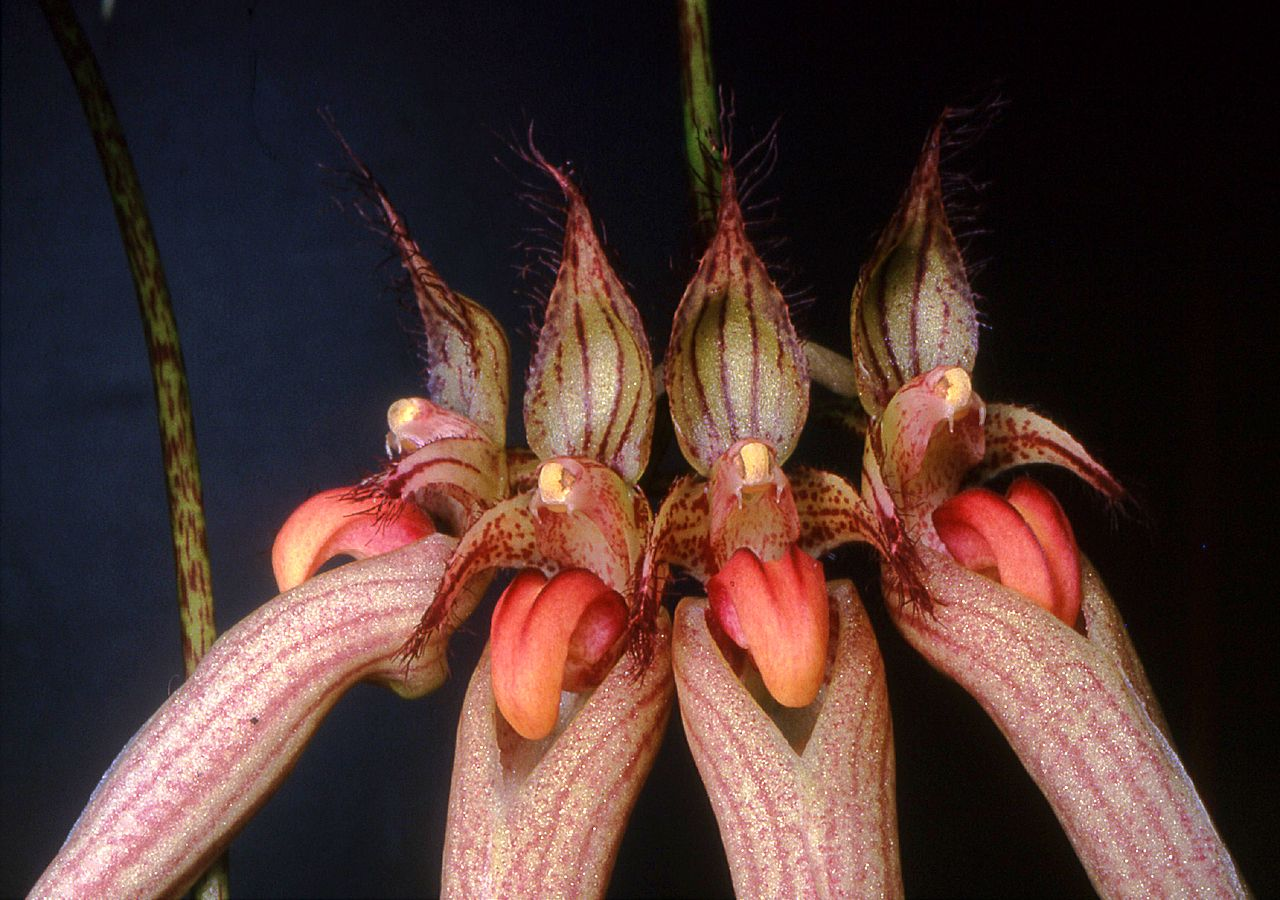
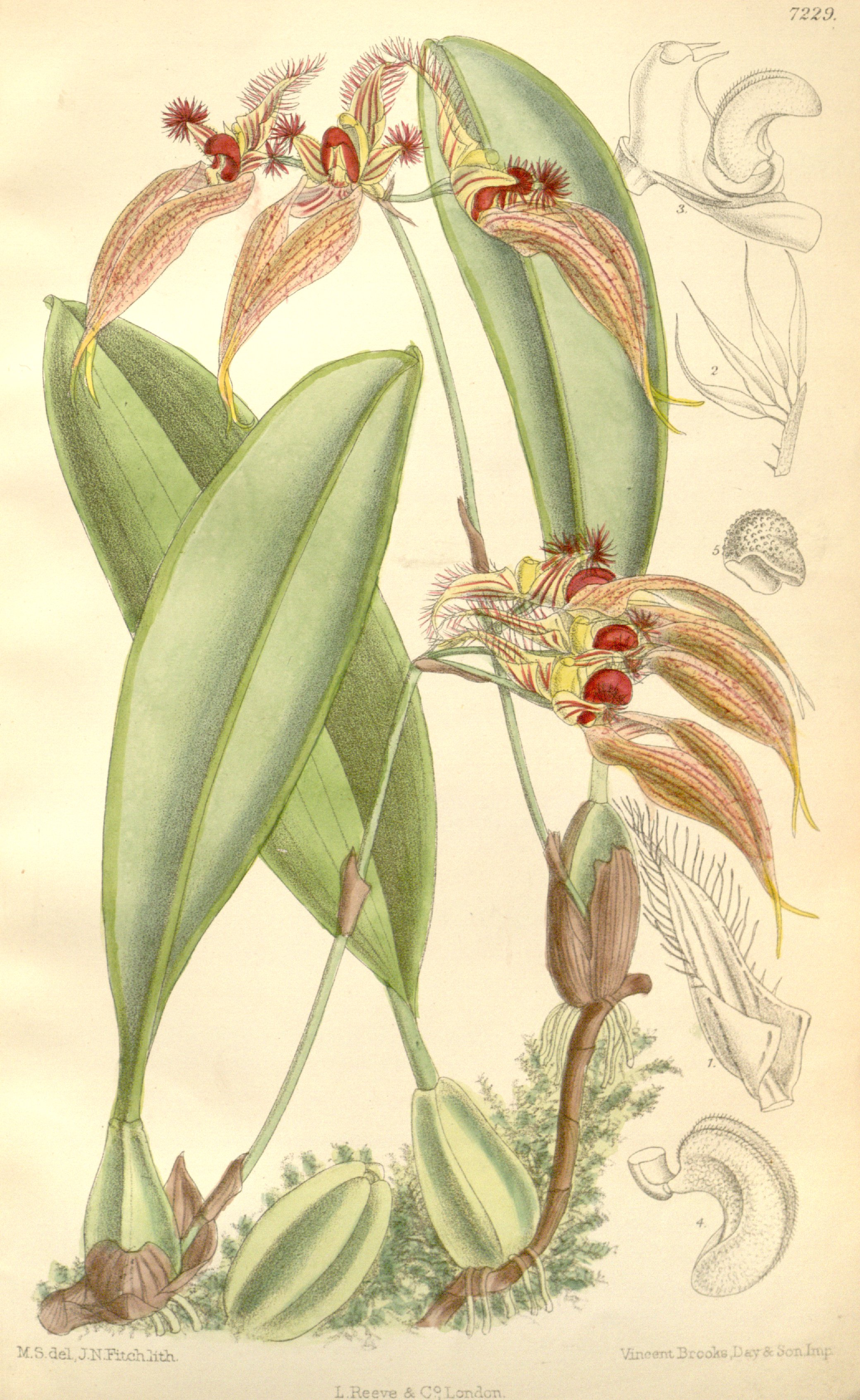